# Edgeworth (Gloucestershire)
Edgeworth é uma paróquia e aldeia do distrito de Cotswold, no condado de Gloucestershire, na Inglaterra. De acordo com o Censo de 2011, tinha 165 habitantes. Tem uma área de 15,53 km².